# 建元 (南朝斉)
建元（けんげん）は、南北朝時代、南斉の高帝蕭道成の治世に行われた元号。
479年 - 482年。

## 出来事
- 元年4月：蕭道成、南朝宋の順帝の禅譲を受け、皇帝に即位。建元と改元。
- 4年3月：高帝崩御、太子蕭賾即位。

## 西暦・干支との対照表
| 建元 | 元年    | 2年     | 3年     | 4年     |
| 西暦 | 479年   | 480年   | 481年   | 482年   |
| 干支 | 己未    | 庚申    | 辛酉    | 壬戌    |
| 北魏 | 太和3年 | 太和4年 | 太和5年 | 太和6年 |